# パラオサッカーリーグ
パラオサッカーリーグ（英: Palau Soccer League）は、パラオ国内におけるサッカーリーグのトップディビジョンである。2004年創設。

## 参加クラブ（2006-07シーズン）
- デウー・エンガトパン
- チーム・バングラデシュ
- スランゲル・アンド・サンズ・カンパニー
- マウント・エベレスト・ネパール
- ユニバーサル・ピース・ファンデーション

## 歴代優勝クラブ
- 2004：デウー・エンガトパン
- 2005：チーム・バングラデシュ
- 2006：スランゲル・アンド・サンズ・カンパニー
- 2006-07：チーム・バングラデシュ
- 2008：未開催
- 2009：未開催
- 2010：未開催
- 2011：未開催